# الديابية (إسنا)
قرية الدبابية هي إحدى القرى التابعة لمركز إسنا في محافظة الأقصر في جمهورية مصر العربية. حسب إحصاءات سنة 2006، بلغ إجمالي السكان في الديابية 5514 نسمة، منهم 2824 رجل و2690 امرأة.